# Steffi Pulz-Debler
Steffi Pulz-Debler, geb. Pulz (* 1. Februar 1981 in Schwerin), ist eine deutsche Politikerin (Die Linke). Seit 2022 ist sie Abgeordnete im Landtag Mecklenburg-Vorpommern.

## Leben
Pulz-Debler wuchs in Parchim auf. 1998 schloss sie ihre Schullaufbahn mit der Fachhochschulreife ab. Anschließend wurde sie zur Zahnarzthelferin ausgebildet und war bis 2007 in diesem Beruf tätig. Von 2007 bis 2020 war sie mit einer eigenen Massagepraxis selbstständig. Von 2018 bis 2021 war sie als Wahlkreismitarbeiterin für Dietmar Bartsch tätig.
Pulz-Debler ist verheiratet und hat zwei Kinder.

## Politik
Seit 2016 ist Pulz-Debler Mitglied der Partei Die Linke. Sie ist seit 2019 Vorsitzende der Fraktion Die Linke in der Stadtvertretung Parchim und stellvertretende Vorsitzende der Linksfraktion im Kreistag des Landkreises Ludwigslust-Parchim.
Bei der Landtagswahl in Mecklenburg-Vorpommern 2021 kandidierte Pulz-Debler für ihre Partei im Landtagswahlkreis Ludwigslust-Parchim IV und auf Platz elf der Landesliste, verfehlte jedoch zunächst den Einzug in den Landtag. Sie rückte am 4. Januar 2022 für Simone Oldenburg in den Landtag nach, die ihr Landtagsmandat niedergelegt hatte, als sie Ministerin in der Landesregierung wurde.